# Leptothorax turcicus
Leptothorax turcicus är en myrart som beskrevs av Santschi 1934. Leptothorax turcicus ingår i släktet smalmyror, och familjen myror. Inga underarter finns listade i Catalogue of Life.